# Samnite (gladiateur)

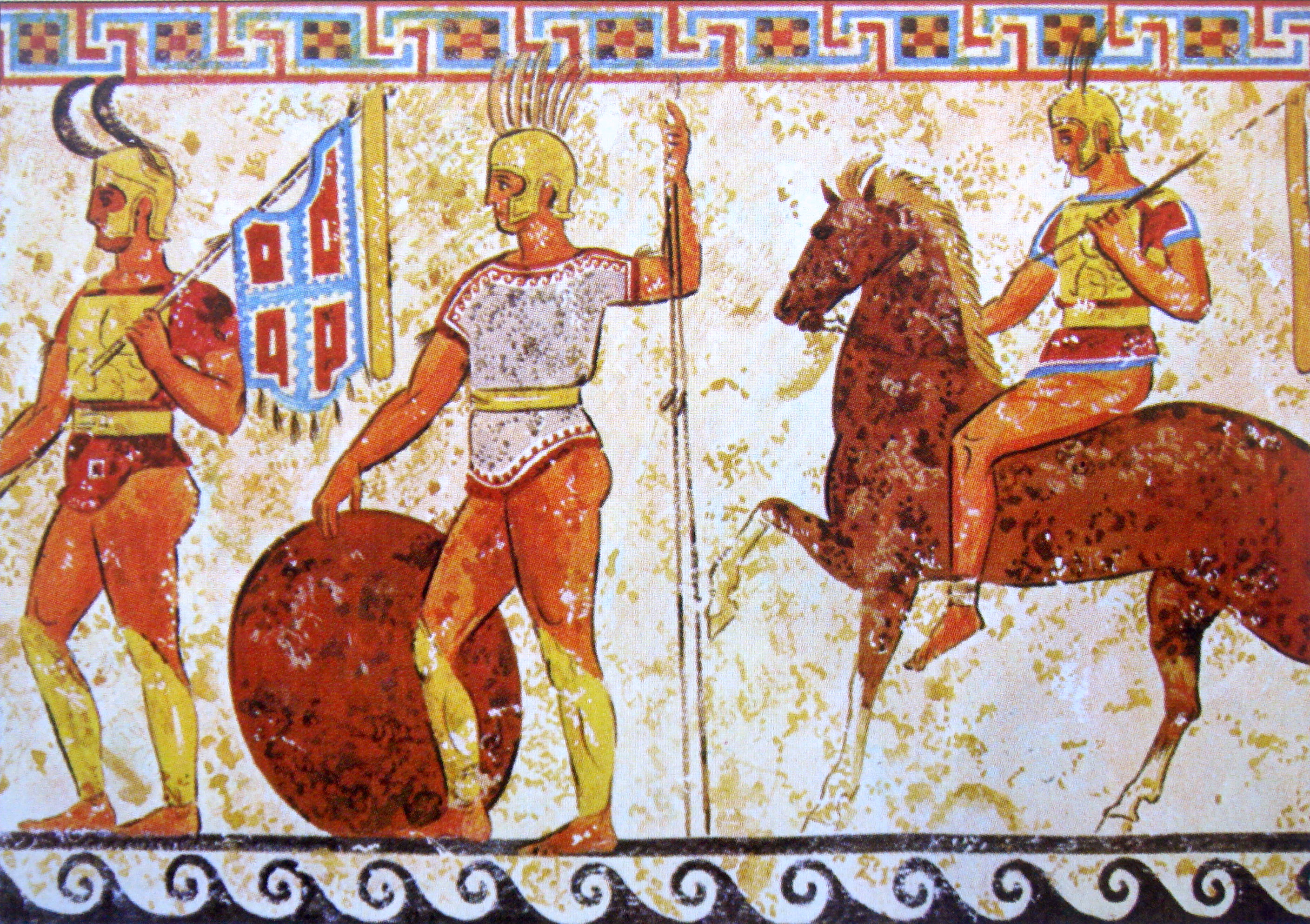
Représentation de Samnites

Samnite (samnis en latin) est une catégorie (armatura en latin) de la gladiature de la Rome antique. Elle tire son nom des Samnites, peuple italique du Samnium (partie centrale montagneuse de l'Italie) qui résista longtemps aux armées romaines avant d'être finalement romanisé.

## Histoire
Selon Tite-Live, ce type de gladiateur serait apparu en -310 lorsque les habitants de Capoue organisèrent des jeux, dont les gladiateurs portaient l'équipement de soldats samnites qui venaient d'être vaincus par les Romains,. Il faut cependant rester prudent : peut-être que l'histoire rapportée par Tite-Live n'est qu'une « rationalisation qui permet d'expliquer au passage, l'origine de l'armatura samnitium ». La première source littéraire à faire état de samnites est Lucilius, qui évoque le combat entre un samnite appelé Æserninus et un champion appelé Pacideianus, sans doute également un samnite. Contemporain du gaulois, le samnite fut peu à peu remplacé par l'hoplomaque au début de l'empire.

## Adversaires
Il combattait avec le provocator.

## Armement
- Grand bouclier rectangulaire (scutum en latin).
- Casque orné de plumes et d'un haut panache.
- Épée courte (gladius en latin).
- Cnémide protégeant le tibia gauche[5], appelée « ocrea » en latin.
- Une manica (manche blindée) protégeant le bras droit.